# Goszczewo (województwo warmińsko-mazurskie)
Goszczewo (Adolfowo), niem. Adolfshof) – osada w Polsce położona w województwie warmińsko-mazurskim, w powiecie kętrzyńskim, w gminie Srokowo, w sołectwie Bajory Wielkie. W latach 1975–1998 miejscowość administracyjnie należała do województwa olsztyńskiego.

## Historia
Wieś powstała jako folwark należący do majątku Brzeźnica, założony przynajmniej w XVII w., przez Schliebenów (właścicieli majątku Brzeźnica). Pod koniec XVIII w. był tu jeden dom, a około 1820 były tu dwa domy z 14 mieszkańcami (robotnicy folwarczni). W latach 1837–1945 wraz z Brzeźnicą należał do rodziny Totenhoefer w Kałkach. Goszczewo od 14 kwietnia 1897 należało do majątku w Kałkach.